# Patronato regio
Con patronato regio si intende il sistema di organizzazione della Chiesa cattolica nelle terre scoperte dopo il XV secolo ed il suo controllo da parte dei sovrani di Spagna e Portogallo.
Questo sistema fu sancito e garantito dai papi di Roma, che, con il Trattato di Tordesillas del 1494, avevano diviso il mondo in due parti, assegnate all'impero coloniale spagnolo e a quello portoghese, le potenze dell'epoca.

## Diritti e doveri dei sovrani
Dalla metà del XV secolo fino al XVII i pontefici romani concessero ai sovrani di Spagna e Portogallo privilegi sempre più notevoli esigendo allo stesso tempo da essi che si prendessero cura dell'evangelizzazione nelle nuove terre scoperte. I papi adottarono questa linea per vari motivi:
- secondo la mentalità dell'epoca l'appoggio delle autorità civili era vista come la via sicura ed efficace per la cristianizzazione dell'Asia e dell'America;
- la scoperta e l'occupazione delle nuove terre era considerata come la continuazione della liberazione della penisola iberica dal giogo islamico, cioè un'impresa essenzialmente sacra;
- più in generale il patronato regio non è che uno degli aspetti di quel fenomeno più vasto, tipico dell'epoca, dell'unione fra le due società, civile e religiosa, con i suoi vantaggi e i suoi gravissimi rischi.

Ai sovrani di Spagna e Portogallo vennero attribuiti determinati diritti e doveri che rendevano l'evangelizzazione degli indigeni un compito dello Stato, ma che insieme attribuivano allo Stato piena autorità sulla Chiesa nei territori delle missioni.
I diritti dello Stato si possono riassumere in questi punti:
1. la nomina a tutti i benefici ecclesiastici;
2. l'ammissione o l'esclusione dei missionari (i missionari avevano perciò bisogno dell'autorizzazione regia per partire); questo favorì i missionari spagnoli o portoghesi, escludendo dai territori di missione i missionari di altre nazionalità;
3. il controllo su tutti gli affari ecclesiastici, con esclusione di qualsiasi altra autorità: di fatto i missionari potevano rivolgersi a Roma solo attraverso il Governo spagnolo o portoghese; in questo modo Propaganda Fide non ebbe mai alcuna autorità nelle colonie di questi due stati.

A questi diritti ovviamente corrispondevano dei doveri e cioè:
1. la scelta e l'invio dei missionari;
2. provvedere a tutte le spese del culto, al sostentamento ed ai viaggi dei missionari; ai Sovrani spettava la cura, l'erezione, il mantenimento, i restauri di tutti gli edifici di culto.

Teologi, canonisti e soprattutto giuristi della corona spagnola influirono decisivamente sullo sviluppo del diritto di patronato (cfr. specialmente i due volumi del De indiarum Jure di Juan de Solórzano Pereira, messo all'Indice nel 1642, che seguiva le idee maestre del Sepúlveda).

## Applicazione del patronato
Il patronato ebbe certamente alcune conseguenze positive: i sovrani divennero più consapevoli del dovere che incombeva loro di promuovere la diffusione della fede; Spagna e Portogallo fornirono alle missioni i mezzi materiali necessari, a cui i papi avrebbero difficilmente potuto far fronte; i missionari godevano inoltre della protezione dello Stato.
Ma non mancarono gli inconvenienti e i danni che si aggravarono col tempo. Il Portogallo, anche al culmine della sua potenza coloniale, rivendicò gelosamente i diritti a lui concessi, ma soddisfece solo in parte ai suoi doveri. Per di più impose alla Chiesa dei gravi pesi quali: un controllo e una burocrazia lenta ed asfissiante (un permesso da Roma poteva giungere a destinazione anni e anni dopo, quando il permesso era ormai già scaduto); dal 1629 i vescovi delle colonie portoghesi dovevano prestare un giuramento di fedeltà al patronato, che implicava la promessa di non instaurare rapporti con Roma; in molti casi vennero imposti vescovi eletti dal Governo ma non canonicamente istituiti da Roma; inoltre l'obbligo di un nulla osta statale per l'apostolato nelle missioni portoghesi impedì l'arrivo di un numero sufficiente di missionari.
Queste condizioni già pesanti si aggravarono nel XVII secolo quando il Portogallo in Asia perse il predominio a favore di Olanda e Inghilterra: le autorità portoghesi continuarono ad arrogarsi gli antichi diritti di patronato anche per quei territori passati ormai ad altri padroni, provocando così dolorosi conflitti con Propaganda Fide, che tentò di aggirare gli ostacoli nominando, invece di vescovi veri e propri, dei vicari apostolici. In questo modo il patronato, nato come mezzo per favorire la religione, divenne strumento di cui il Portogallo si serviva per mantenere il suo influsso politico nei domini di altre potenze. Solo dopo lunghe trattative, svolte tra il 1928 e il 1950, il patronato portoghese venne a cessare.
Per le colonie spagnole d'America il patronato terminò con l'indipendenza di quelle terre e, durante la sua esistenza, fu una delle cause della decadenza dell'attività missionaria di questi secoli.

## Giudizio sul patronato
La maggior parte degli storici, benché ricordino gli aspetti positivi del patronato, convengono tuttavia in un giudizio negativo:
(F. X. Montalban - L. Lopetegui, Manual de historia de las Misiones, Bilbao 1952, p. 270)
(S. Delacroix, Histoire universelle des missions catholiques, Parigi 1956-1958, I, p. 267)